# Tyondai Braxton
Tyondai Braxton (ur. 26 października 1978 w Nowym Jorku) – amerykański kompozytor i muzyk, wykonujący muzykę pod własnym nazwiskiem oraz w ramach współpracy z innymi artystami od połowy lat 90. XX wieku, m.in. w mathrockowym zespole Battles od momentu jego powstania w 2002 roku aż do opuszczenia zespołu w 2010 roku. Od 2022 roku wykładowca Uniwersytetu Princeton.
Jego muzyka polega na budowaniu „orkiestrowanych pętli” za pomocą głosu, gitary i różnych przedmiotów w czasie rzeczywistym i manipulowaniu nimi za pomocą pedałów gitarowych. Włącza do swojej muzyki elementy elektroniczne i nowoczesne brzmienia orkiestrowe, począwszy od utworów solowych po duże dzieła symfoniczne.

## Wczesne życie i edukacja
Jest synem awangardowego kompozytora jazzu Anthony'ego Braxtona, dzięki któremu już jako dziecko miał styczność z muzyką Warne'a Marsha, Paula Desmonda i Johna Coltrane'a dzięki swojemu ojcu. Zaczął grać na skrzypcach i klarnecie w wieku trzech lat. Jako nastolatek czerpał inspirację muzyczną z alternatywnych zespołów rockowych Nirvana i Sonic Youth, a także z punk rocka. 
Studiował kompozycję w Hartt School na University of Hartford w West Hartford w stanie Connecticut, gdzie jego nauczycielami byli m.in. Robert Carl, Ingram Marshall i Ken Steen.

## Kariera muzyczna

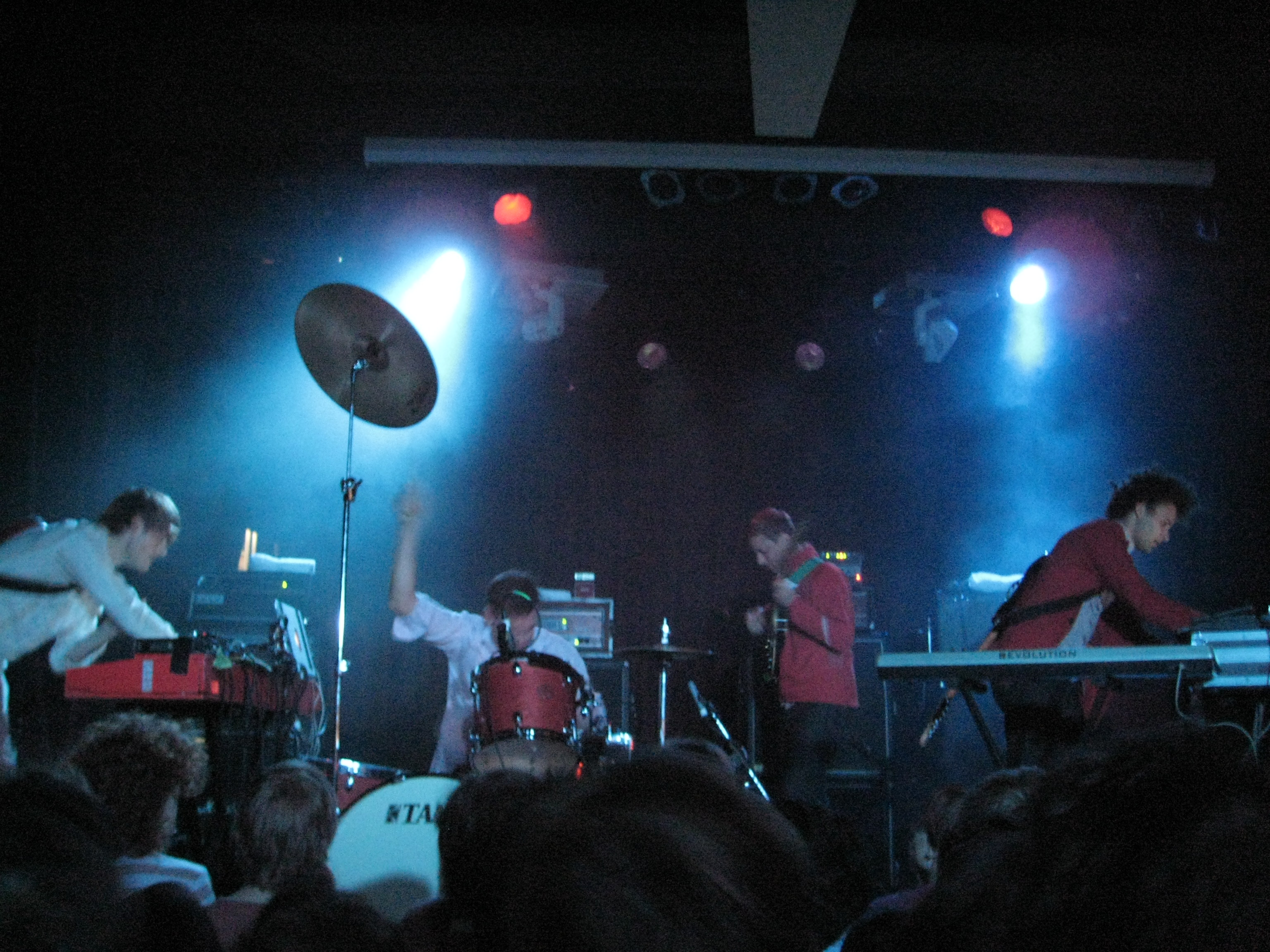
Tyondai Braxton z zespołem Battles w Gaelic Theatre w Sydney (2007)

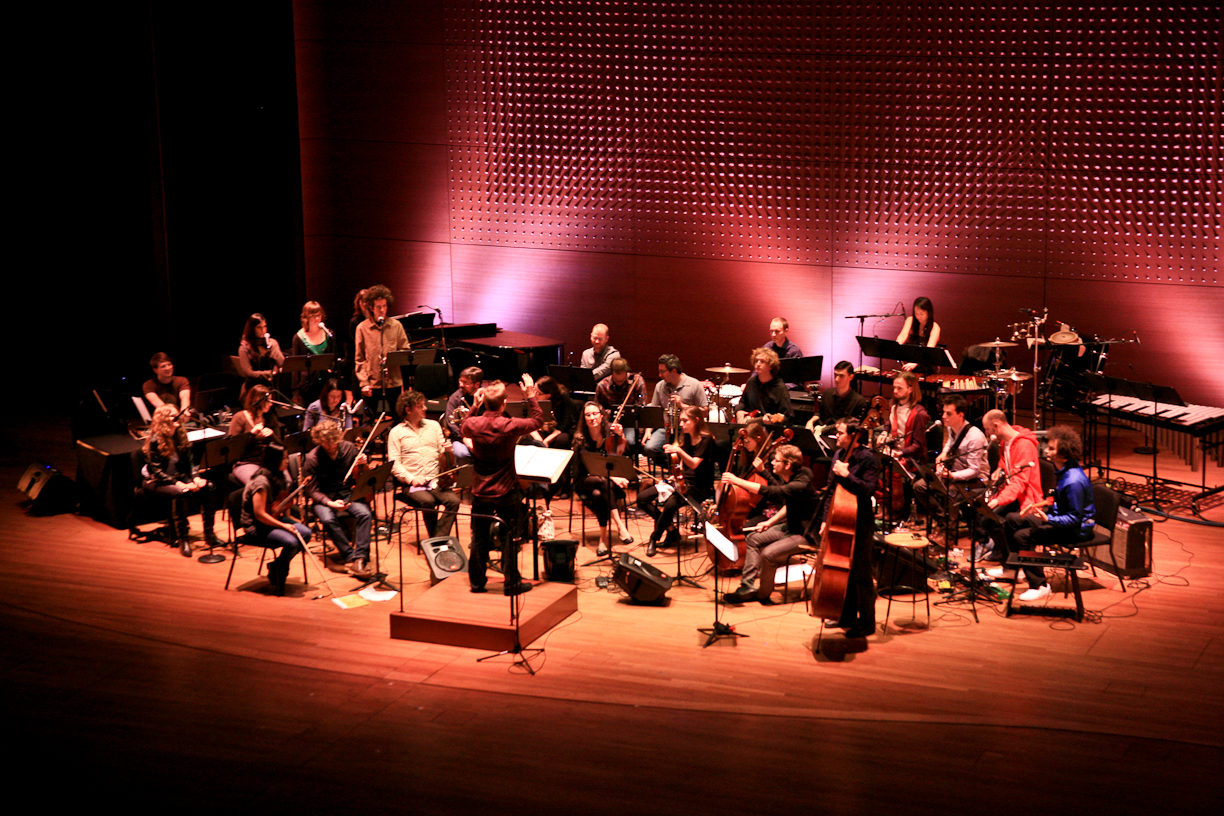
Tyondai Braxton i Wordless Music Orchestra podczas wykonywania utworu „Central Market” w Alice Tully Hall (2011)

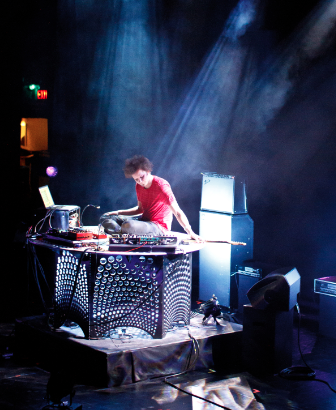
Tyondai Braxton występujący w Brooklyn Academy of Music (2012)

Po studiach, na początku lat 90. XX wieku zaczął występować i pisać w Middletown w stanie Connecticut. Próbując wszystkiego, od kreatywnej orkiestry po awangardowy jazz i art rock z grupą Antenna Terra, wydał swój pierwszy solowy album latem 2002 roku – History That Has No Effect. Pod koniec tego samego roku został współzałożycielem zespołu mathrockowego Battles. Występował w nim jako gitarzysta, klawiszowiec i wokalista aż do swojego odejścia w 2010 roku. Grupa zyskała światowe uznanie za swój debiutancki album Mirrored (2007), którego magazyny Time i Pitchfork uznały za jedną z dziesięciu najlepszych płyt roku. Dziesięciomiesięczna trasa koncertowa promująca płytę zaprowadziła zespół do takich miejsc, jak Fondation Cartier pour l'Art Contemporain w Paryżu, Fuji Rock Festival w północnej Japonii i na festiwal Luminous Briana Eno w Sydney Opera House w Australii.
Solowa płyta Braxtona Central Market została wydana na całym świecie przez Warp Records we wrześniu 2009 roku. Album ten, będący drugą jego pełną płytą jako artysty solowego, zawiera rozbudowaną ścieżkę dźwiękową z udziałem orkiestry The Wordless Music Orchestra. Tytuł albumu nawiązuje zarówno do Pietruszki Strawińskiego (bajkowego bazaru otwierającego ten balet), jak i do światowego krachu rynkowego z 2008 roku.
Premiera Central Market w wykonaniu Braxtona i The Wordless Music Orchestra odbyła się w Lincoln Center w Stanach Zjednoczonych, a następnie w Bibliotece Kongresu i Walker Arts Museum. Dzieło miało swoją premierę w Wielkiej Brytanii w 2011 roku na festiwalu Reverberation Festival Steve’a Reicha w Barbican Centre, gdzie wystąpiła BBC Symphony Orchestra, a jego adaptacją do baletu zajął się rezydent Baryshnikov Art Center, choreograf John Heginbotham.
W 2011 roku rozszerzył zakres swoich zainteresowań o szereg innych zleceń i występów, w tym powrót do Alice Tully Hall, aby po raz pierwszy wykonać „TREMS”, nowy dwuczęściowy utwór dla Bang on a Can All-Stars czy występ w duecie z kompozytorem Philipem Glassem na nowojorskiej edycji festiwalu All Tomorrow's Parties w 2012 roku. Następnie wykonał utwór „Central Market” wraz z London Sinfonietta i Wordless Music Orchestra w Queen Elizabeth Hall w Southbank Centre w Londynie.
W 2013 roku Alarm Will Sound zaprezentowało premierowo utwór Braxtona na orkiestrę kameralną i elektronikę, „Fly by Wire”, zamówiony i wykonany w nowojorskim Carnegie Hall. Utwór „Central Market” został wykonany przez Orkiestrę Filharmonii Los Angeles w Disney Hall, a światowa premiera „HIVE” (kompozycji multimedialnej na dwóch graczy na syntezatorach modularnych i trzech perkusistów na pięciu dużych drewnianych instrumentach) miała miejsce w Muzeum Guggenheima. „HIVE” miało swoją europejską premierę w Polsce, w Krakowie na festiwalu Sacrum Profanum.
Na początku 2014 roku nawiązał współpracę z pionierami muzyki elektronicznej Mouse on Mars, wykonując nową wersję utworu „In C” amerykańskiego kompozytora Terry’ego Rileya w ramach festiwalu Stargaze w berlińskiej Volksbühne. Premiera „HIVE” odbyła się w Australii na festiwalu Mona Foma w Hobart na Tasmanii oraz w Sydney Opera House w Sydney w Australii, w ramach Sydney Festival.
Latem 2014 roku Bluecoats Drum and Bugle Corps z Drum Corps International umieścił kompozycje Braxtona „Uffe's Woodshop” i „Platinum Rows” w swoim programie muzycznym.
W 2015 roku Braxton wydał HIVE1, swój pierwszy solowy album od sześciu lat i pierwszy w wytwórni Nonesuch Records. Nagranie powstało i zostało wykonane w latach 2013–2014. Składa się z ośmiu utworów, które pierwotnie zostały stworzone na potrzeby performansu zatytułowanego „HIVE”, którego premiera odbyła się w nowojorskim Muzeum Guggenheima w 2013 roku. W 2016 roku ukazał się minialbum Oranged Out EP zawierający muzykę, które pierwotnie miały znajdować się na albumie HIVE1 z 2015 roku.
W 2018 roku po raz pierwszy wykonał „Telekinesis”, utwór na gitary elektryczne, orkiestrę, chór i elektronikę w Queen Elizabeth Hall w South Bank w Londynie z udziałem BBC Concert Orchestra i BBC Singers. Utwór wykonano w 2019 roku w helsińskim Musickitalo z towarzyszeniem Fińskiej Radiowej Orkiestry Symfonicznej.
W 2022 roku wydał Telekinesis, studyjne nagranie swojego utworu na gitary elektryczne, orkiestrę, chór i elektronikę nakładem Nonesuch. Jesienią tego samego roku dołączył do grona wykładowców wydziału muzycznego Uniwersytetu Princeton.

## Życie prywatne
Poślubił artystkę wizualną Grace Villamil, z którą współpracował przy wizualizacjach utworu „Telekinesis”.
W 2022 roku mieszkał w Bearsville w stanie Nowy Jork, gdzie ma swoje domowe studio nagraniowe.

## Dyskografia

### Solowa
- History That Has No Effect (2002), JMZ[38]
- Central Market (2009), Warp[39]
- HIVE1 (2015), Nonesuch[40]
- Telekinesis (2022), Nonesuch[41]

### Z Battles
- Mirrored (2007), Warp[42]

### Współpraca
- Death Slug 2000 (2000); z Jonathanem Matisem[43]
- Rise, Rise, Rise (2003), Narnack(inne języki); z Parts & Labor(inne języki)[44]
- Rework Philip Glass Remixed (2012), Orange Mountain Music; z Philipem Glassem; utwór „Rubric Remix”[45]
- Currents Vol. 0 (2017); z Yarn/Wire[46]
- Dirty Projectors(inne języki) (2017), Domino; z Dirty Projectors[47]
- One (2022), Transgressive; ze Stargaze; utwór „Vacancy”[48]